# ایگی آزیلیا
آمیتیست اِمِلیا کِلی (به انگلیسی: Amethyst Amelia Kelly؛ زادهٔ ۷ ژوئن ۱۹۹۰) که به‌طور حرفه‌ای با نام ایگی آزِیلیا (به انگلیسی: Iggy Azalea) شناخته می‌شود رپر، ترانه‌پرداز، مدل و تاجر استرالیایی است. آزیلیا در سن ۱۶ سالگی برای ادامهٔ حرفهٔ خود در موسیقی به ایالات متحده آمریکا نقل مکان کرد. وی پس از انتشار ترانه‌هایش در یوتیوب به رسمیت شناخته شد. همچنین او در ابتدای قسمت ۷ از سری فیلم‌های سریع و خشن نقش کوتاهی بازی کرده است.
او با بسکتبالیست آمریکایی نیک یان در رابطه بوده است. سرانجام پس از یک سال نامزدی با نیک یان در ۲۰ ژوئن ۲۰۱۶ وی در صفحهٔ اینستاگرام خود پستی مبنی بر جدایی‌اش با این بسکتبالیست منتشر می‌کند. وی برندهٔ دو جایزهٔ موسیقی آمریکایی، ۳ جایزه موسیقی بیلبورد و همچنین ۳ جایزهٔ انتخاب نوجوانان می‌باشد. همچنین ۴ بار نامزد جایزه گرمی شده اما تاکنون موفق به کسب این عنوان نشده است.

## اوایل زندگی و تحصیل

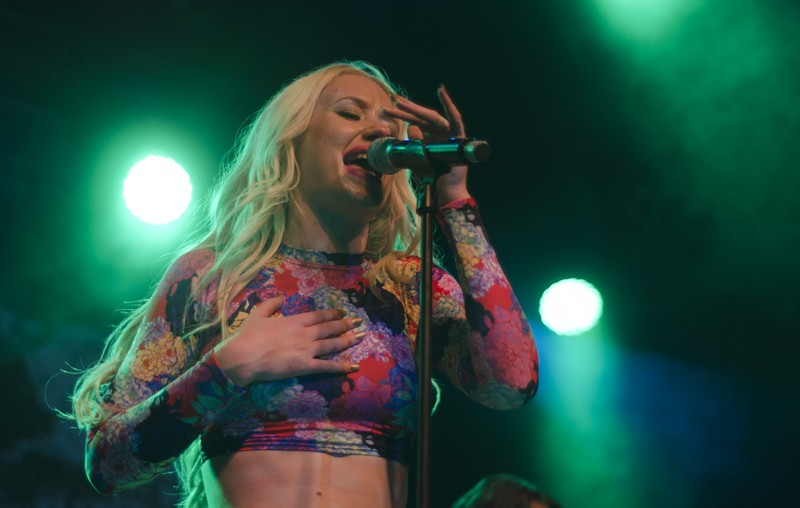
آزیلیا در حال اجرا در جشنوارهٔ کانورس گت درتی در اتریش، آوریل ۲۰۱۳

آمیتیست اِمِلیا کِلی در سیدنی به‌دنیا آمد و در مولومبیمبی، نیو ساوت ولز بزرگ شد. پدرش برندن کلی، نقاش و هنرمند کمیک بود و مادرش تانیا خانه‌های تعطیلات و هتل‌هارا تمیز می‌کرد. آزیلیا در خانه‌ای زندگی می‌کرد که پدرش با گل و آجر ساخته‌بود، و توسط ۵ هکتار (۱۲ جریب فرنگی) زمین احاطه شده‌بود. وی دو خواهر و برادر با اسم‌های متیس و امرالد کلی دارد. همچنین آزیلیا می‌گوید پدرش «کاری کرد که در نوجوانی به هنر علاقه پیدا کند» که زندگی و کارش را تحت تأثیر نیز قرار داده است. آزیلیا رپ‌خوانی را در ۱۴ سالگی شروع کرد و قبل از شروع حرفه انفرادی یک گروه با دو دختر دیگر از محله‌اش تشکیل داده بود و در این باره می‌گوید: «من اینطوری بودم که رپر گروه میشم و این گروه میتونه مثل تی‌ال‌سی باشه؛ منم لفت آی میشم» اگرچه درنهایت وی تصمیم گرفت به‌کار گروه پایان دهد زیرا دختران دیگر گروه را جدی نمی‌گرفتند و آزیلیا در این باره گفته است: «من هرکاری که انجام می‌دم رو جدی می‌گیرم و بیش از حد رقابتی هستم».
آزیلیا درپی تمایل خود برای مهاجرت به آمریکا ترک تحصیل کرد و به‌جایش با مادرش در تمیز کردن اتاق‌های هتل و خانه‌های تعطیلات همکاری می‌کرد و سپس پولی را که با این کار بدست آورده بود پس‌انداز کرد. وی همچنین ادعا می‌کند که از مدرسه متنفر است و به غیر از کلاس هنر، فقط او را بدبخت نموده است و می‌گوید دوستی در مدرسه نداشته و بخاطر لباس‌های خانه‌بافتی که می‌پوشیده مورد آزار و اذیت قرار می‌گرفته. آزیلیا در سال ۲۰۰۶ اندکی قبل از ۱۶ سالگی به ایالات متحده سفر کرد و به والدینش گفته بود که با یکی از دوستانش «به تعطیلات» می‌رود اما درنهایت تصمیم گرفت همان‌جا بماند و کمی بعدتر به والدینش گفت که به خانه برنخواهد گشت: «من به آمریکا کشش پیدا کرده بودم چون تو کشور خودم احساس غریبی می‌کردم، من عاشق هیپ‌هاپم و آمریکا زادگاه هیپ‌هاپه؛ پس فکر می‌کردم هرچه به‌موسیقی نزدیک‌تر باشم خوشحال‌ترم هستم؛ و درست فکر می‌کردم.» آزیلیا به‌یاد می‌آورد که «مادرش گریه می‌کرده و بهش می‌گفته 'در امان باش' و داشته با خودش فکر می‌کرده که: خودم دارم میرم. واقعاً دیوونم!» بعد از ورود آزیلیا به ایالات متحده، وی مدرک توسعه آموزشی عمومی خودرا دریافت نمود و به‌مدت شش سال با معافیت از ویزا در این کشور اقامت کرد و هرسه ماه یک‌بار برای تمدید به استرالیا بازمی‌گشت. آزیلیا تا فوریهٔ سال ۲۰۱۳ یعنی زمانی که یک ویزا پنج‌ساله دریافت کرد، در ایالات متحده به‌طور غیرقانونی کار می‌کرد. وی نام «ایگی» را از روی سگش برداشته است. آزیلیا درسال ۲۰۱۸ به‌عنوان مقیم دائم ایالات متحده تصویب شد.

## حرفه

### ۲۰۰۶–۲۰۱۲: آغاز فعالیت‌های موسیقیایی
زمانی که او برای اولین بار در سال ۲۰۰۶ به ایالات متحده آمد، در میامی، فلوریدا اقامت داشت و بعد از آن مدت کوتاهی در هیوستون، تگزاس زندگی کرد. آزیلیا برای چند سال در آتلانتا، جورجیا مستقر شد و با یکی از اعضای گروهٔ رپ دانجن فمیلی به نام بک‌بون همکاری کرد. او در این بازهٔ زمانی با اف‌کی‌آی و ناتالی سیمز که در آینده همکارانش شدند، آشنا شد. او اظهار داشت که مردم به رپ‌هایش می‌خندیدند زیرا «به نظرشان ضعیف بودند»، اما از آنجا که از کودکی عادت کرده بود به او بخندند، قادر بود این موضوع را نادیده بگیرد. در همین حین او با فردی از اعضای اینترسکوپ رکوردز ملاقات کرد به او پیشنهاد داد تابستان سال ۲۰۱۰ به لس‌آنجلس نقل مکان کند. اینترسکوپ در نهایت برای مدت کوتاهی مدیریت حرفه‌ای او را بر عهده گرفت. او نام هنری خود را در همین دوران انتخاب کرد، نامی که از سگ دوران کودکی‌اش به اسم ایگی و خیابانی که در آن بزرگ شده بود یعنی خیابان آزیلیا، گرفته شده‌است، این خیابان همچنان محل سکونت خانواده‌اش است. او همچنین اقدام به ساخت ویدیوهای انیمیشن استاپ‌موشن با رپ فری استایل کرد زیرا احساس می‌کرد صدای خود را پیدا کرده است.

## ترانه‌شناسی
- کلاسیک جدید (۲۰۱۴)
- در دفاع از خودم (۲۰۱۹)
- پایان یک دوره (۲۰۲۱)

## تورها

### خوانندهٔ اصلی
- تور کلاسیک جدید (۲۰۱۴)

تورهای لغوشده
- تور فرار بزرگ (۲۰۱۵)
- تور دختران بد (۲۰۱۸)

### افتتاحیه
- تور زندهٔ ایکس‌ایکس‌ال فرشمن (۲۰۱۲)[۲۸]
- تایگا – ام‌تی‌وی جیمز پرزنتز: تور به رویاهایم نزدیک‌ترم (۲۰۱۲)[۲۹]
- ریتا اورا – تور اورا (۲۰۱۲)[۳۰]
- ریتا اورا – تور رادیواکتیو (۲۰۱۳)
- ناز – تور زندگی خوبه (۲۰۱۳)[۳۱]
- بیانسه – تور میس کارتر شو ورلد (۲۰۱۳)
- پیت‌بول - تور احساس خوبی دارم (۲۰۲۱)[۳۲]
- پیت‌بول - تور تابستانی نمی‌تونن الان مارو متوقف کنن (۲۰۲۲)